# ランボルギーニ・ファエナ
ランボルギーニ・ファエナ (Lamborghini Faena)はイタリアのコーチビルダーであるピエトロ・フルアがエスパーダをベースに製造したワンオフモデルである。

## 概要
ファエナはピエトロ・フルアがシャーシ番号8224のエスパーダ シリーズIIをベースに8ヶ月かけて製造し、1978年のトリノオートショーで発表され、1980年のジュネーブモーターショーにも展示された。ファエナに改造されたため、シャーシ番号は18224に変更された。
後部ドアを収容するため、シャーシはエスパーダのものを178mm (7インチ)延長し、車両重量は200kg(440ポンド)重くなっている。ポップアップ型のヘッドライトやスライド式のサンルーフを搭載している。テールライトはシトロエン・SMのライトが使用されている。
総排気量は3929ccで、最高速度は243km/h。
ドイツに渡ったという話もあるが、現在はスイスのコレクターが所有している。

## 参照
1. ↑  https://www.carrozzieri-italiani.com/listing/lamborghini-faena/